# Paul Wormser
Paul Albert Wormser, född 11 juli 1905 i Colmar, död 17 augusti 1944 i Sainte-Radegonde, var en fransk fäktare.
Wormser blev olympisk bronsmedaljör i värja vid sommarspelen 1936 i Berlin.